# Aéroport international d'Abou Dabi
 (avril 2016).
Pour les articles homonymes, voir AUH.
L’aéroport international d'Abou Dabi (code IATA : AUH • code OACI : OMAA) est l'aéroport international desservant Abou Dabi et le deuxième aéroport des Émirats arabes unis après celui de Dubaï. Il est géré par Abu Dhabi Airports. En octobre 2008, une deuxième piste est ouverte, tandis qu'en janvier 2009, le terminal 3 est inauguré. En novembre 2023, les anciens terminaux sont remplacés par le nouveau terminal A. 
Il sert de plate-forme de correspondance et base principale à la compagnie aérienne Etihad Airways.

## Historique
Le 26 juillet 2018, une attaque par drone piégé des Houthis contre une installation de l’aéroport détruit des véhicules,. Lors de l'attaque du 17 janvier 2022 à Abou Dabi, des explosions de drones couplées à cinq missiles balistiques ont mis le feu à une extension de l'aéroport international d'Abou Dabi, sans décès enregistrés,,.

## Situation
| \| 50 km1:5 270 000 \| Abou Dabi Al-Aïn Al Maktoum Dalma Dubaï Ras el Khaïmah Charjah Al Dhafra Al Minhad Sir Bani Yas Fujaïrah |
| 50 km1:5 270 000 |

## Statistiques

### En graphique
Le graphique qui aurait dû être présenté ici ne peut pas être affiché car il utilise l'ancienne extension Graph, désactivée pour des questions de sécurité. Des indications pour créer un nouveau graphique avec la nouvelle extension Chart sont disponibles ici.

Voir la requête brute et les sources sur Wikidata.

### En tableau
| Année | Total Passagers | Évolution (%) | Total Cargo (tonnes) | Évolution (%) | Nombre de vols | Évolution (%) |
| ----- | --------------- | ------------- | -------------------- | ------------- | -------------- | ------------- |
| 1998  | 3 131 283       | n/a           | 79 847               | n/a           | 45 927         | n/a           |
| 1999  | 3 522 306       | 12,5 %        | 92 267               | 15,6 %        | 50 694         | 10,4 %        |
| 2000  | 3 684 307       | 4,6 %         | 318 632              | 245,3 %       | 57 111         | 12,7 %        |
| 2001  | 3 588 015       | -2,6 %        | 385 055              | 20,9 %        | 65 134         | 14,1 %        |
| 2002  | 3 986 665       | 11,1 %        | 391 079              | 1,6 %         | 35 987         | -44,8 %       |
| 2006  | 6 289 457       | 57,8 %        | 257 622              | -34,1 %       | 75 437         | 109,6 %       |
| 2008  | 9 026 000       | 43,5 %        | 353 820              | 37,3 %        | 93 163         | 23,5 %        |

## Compagnies et destinations
| Compagnies                      | Destinations |
| ------------------------------- | --- |
| Aegean Airlines                 | Athènes E.-Venizélos |
| Aeroflot                        | Moscou Chérémétiévo |
| Air Arabia                      | - Ahmedabad-Sardar-Vallabhbhai-Patel, - Amman-Reine-Alia, - Bagdad, - Bakou-H. Aliyev, - Beyrouth-Rafic Hariri, - Bombay-Chhatrapati-Shivaji, - Borg El Arab, - Calcutta-N. S. C. Bose, - Chittagong, - Cochin, - Colombo-Bandaranaike, - Dacca-Shah Jalal, - Faisalabad, - Istanbul-S. Gökçen, - Katmandou-Tribhuvan, - Koweït, - Kozhikode-Calicut, - Le Caire, - Madras (Chennai), - Manama-Bahreïn, - Mascate, - Moscou-Domodédovo, - Multan, - Salalah, - Sohag, - Tachkent, - Tbilissi-C. Roustavéli, - Téhéran-Imam-Khomeini, - Trivandrum En saison : Trabzon/Trébizonde |
| Air India Express               | - Bangalore-Kempegowda, - Bombay-Chhatrapati-Shivaji, - Cannanore, - Cochin, - Kozhikode-Calicut, - Mangalore, - Trichy-Tiruchirapally, - Trivandrum |
| Airblue                         | Islamabad-Benazir Bhutto, Lahore-Allama Iqbal |
| Akasa Air                       | Bombay-Chhatrapati-Shivaji |
| Azur Air                        | En saison charter : Moscou-Vnoukovo |
| Badr Airlines                   | Khartoum, Port-Soudan |
| Belavia                         | Minsk |
| Biman Bangladesh Airlines       | Chittagong, Dacca-Shah Jalal, Osmani |
| British Airways                 | Londres-Heathrow |
| EgyptAir                        | Le Caire |
| Etihad Airways                  | - Ahmedabad-Sardar-Vallabhbhai-Patel, - Amman-Reine-Alia, - Amsterdam, - Athènes E.-Venizélos, - Bangalore-Kempegowda, - Bangkok-Suvarnabhumi, - Barcelone-El Prat, - Beyrouth-Rafic Hariri, - Boston Logan, - Bruxelles-National, - Calcutta-N. S. C. Bose, - Casablanca-Mohammed-V, - Chicago-O'Hare, - Cochin, - Colombo-Bandaranaike, - Copenhague-Kastrup, - Dammam-roi Fahd, - Delhi-Indira Gandhi, - Denpasar-Bali, - Djakarta-S.-Hatta, - Djeddah - Roi-Abdelaziz, - Doha-Hamad, - Dublin, - Düsseldorf, - Francfort, - Buraydah, - Genève-Cointrin, - Hyderabad-R. Gandhi, - Islamabad-Benazir Bhutto, - Istanbul, - Jaipur, - Johannesbourg OR Tambo, - Karachi-Jinnah, - Kozhikode-Calicut, - Kuala Lumpur, - Koweït, - Lahore-Allama Iqbal, - Le Caire, - Lisbonne-H. Delgado, - Londres-Heathrow, - Madras (Chennai), - Madrid-Barajas, - Mahé-Seychelles international, - Malé Velana, - Manama-Bahreïn, - Manchester, - Manille-N. Aquino, - Mascate, - Melbourne-Tullamarine, - Milan-Malpensa, - Moscou Chérémétiévo, - Munich-F. J. Strauß, - Nairobi-J. Kenyatta, - New York-John F. Kennedy, - Osaka-Kansai, - Paris-Charles de Gaulle, - Pékin-Daxing, - Phuket, - Prague-Václav-Havel, - Riyad-roi Khaled, - Rome Léonard-de-Vinci/Fiumicino, - Saint-Pétersbourg-Poulkovo, - Séoul-Incheon, - Shanghai-Pudong, - Singapour-Changi, - Sydney-K. Smith, - Tel Aviv - Ben Gourion, - Trivandrum, - Tokyo-Narita, - Toronto (Pearson), - Varsovie-Chopin, - Vienne-Schwechat, - Washington-Dulles, - Zurich En saison : Antalya, Malaga-Costa del Sol, Mykonos, Nice-Côte d'Azur, Santorin |
| Fly Cham                        | Damas |
| Flynas                          | Djeddah - Roi-Abdelaziz, Médine-Prince M. Bin Abdulaziz |
| Gulf Air                        | Manama-Bahreïn |
| Hainan Airlines                 | Haikou |
| Himalaya Airlines               | Katmandou-Tribhuvan |
| IndiGo                          | - Ahmedabad-Sardar-Vallabhbhai-Patel, - Bangalore-Kempegowda, - Bombay-Chhatrapati-Shivaji, - Cannanore, - Chandigarh, - Cochin, - Coimbatore, - Delhi-Indira Gandhi, - Hyderabad-R. Gandhi, - Kozhikode-Calicut, - Lucknow-Amausi, - Madras (Chennai), - Mangalore, - Trichy-Tiruchirapally |
| Iraqi Airways                   | Bagdad |
| Jazeera Airways                 | Koweït |
| Kam Air                         | Kaboul |
| Kuwait Airways                  | Koweït |
| Middle East Airlines            | Beyrouth-Rafic Hariri |
| Oman Air                        | Mascate |
| Pakistan International Airlines | Islamabad-Benazir Bhutto, Karachi-Jinnah, Lahore-Allama Iqbal, Peshawar, Sialkot |
| Pegasus Airlines                | Istanbul-S. Gökçen |
| Pobeda                          | Makhatchkala, Moscou-Vnoukovo |
| Qatar Airways                   | Doha-Hamad |
| Royal Jordanian                 | Amman-Reine-Alia |
| SalamAir                        | Mascate, Salalah |
| Saudia                          | Djeddah - Roi-Abdelaziz, Médine-Prince M. Bin Abdulaziz, Riyad-roi Khaled |
| Smartwings                      | En saison charter : Cologne/Bonn-K. Adenauer, Leipzig/Halle, Nuremberg-A. Dürer, Prague-Václav-Havel |
| SriLankan Airlines              | Colombo-Bandaranaike |
| SunExpress                      | Antalya, Izmir-A. Menderes |
| Syrian Air                      | Damas |
| Turkish Airlines                | Istanbul |
| Turkmenistan Airlines           | Achgabat |
| US-Bangla Airlines              | Chittagong, Dacca-Shah Jalal |
| Wizz Air                        | - Almaty, - Amman-Reine-Alia, - Ankara Esenboğa, - Aqaba, - Athènes E.-Venizélos, - Bakou-H. Aliyev, - Belgrade-Nikola-Tesla, - Bichkek Manas, - Borg El Arab, - Bucarest-H. Coandă, - Budapest-Ferenc Liszt, - Chișinău, - Cracovie-Jean-Paul II, - Dammam-roi Fahd, - Erbil, - Erevan-Zvarnots, - Gizeh, - Katowice-Pyrzowice, - Koutaïssi-David-IV, - Koweït, - Larnaca, - Malé Velana, - Mascate, - Médine-Prince M. Bin Abdulaziz, - Milan-Malpensa, - Naples-Capodichino, - Noursoultan, - Rome Léonard-de-Vinci/Fiumicino, - Salalah, - Samarcande, - Sofia-Vrajdebna, - Sohag, - Tachkent, - Tel Aviv - Ben Gourion, - Tirana-Mère-Teresa, - Turkestan, - Vienne-Schwechat En saison : Catane-Fontanarossa, Cluj-Napoca, Santorin, Sarajevo-Butmir |

Édité le 11/04/2018. Actualisé le 08/08/2024.

## Cargo Airlines
- Cargolux
- China Airlines Cargo
- Dolphin Air
- Etihad Airways Crystal Cargo
- Lufthansa Cargo
- Martinair
- Maximus Air Cargo
- Pakistan International Cargo
- Turkmenistan Airlines